# Gallarate
Gallarate és un municipi italià, situat a la regió de la Llombardia i a la província de Varese. L'any 2006 tenia 49.638 habitants.